# Thoma Ionescu
Thoma Ionescu (n. 13 septembrie 1860, Ploiești – d. 28 martie 1926, București) a fost un medic chirurg și anatomist român, profesor universitar, inițiator al unor tehnici noi chirurgicale, întemeietorul școlii românești de chirurgie și de anatomie topografică, membru de onoare al Academiei Române.
După absolvirea liceului "Sfântu Sava" din București, Thoma Ionescu studiază medicina la Paris (1878-1885) și în paralel științele juridice. În anii 1882-1885 lucrează ca extern, apoi în 1885-1890 ca intern al spitalelor din Paris. În 1890 devine Doctor în Medicină și Chirurgie cu teza Le côlon pelvien pendant la vie intrautérine („Colonul pelvian în timpul vieții intrauterine”), lucrare premiată de Academia de Medicină din Paris. În același an primește Medalia de argint pentru chirurgie, ca laureat al spitalelor din Paris.
În perioada 1892-1895 lucrează ca profesor agregat de anatomie la Facultatea de Medicină din Paris. În 1925 este numit profesor de Anatomie Topografică și de Clinică Chirurgicală la Facultatea de Medicină din București, post în care va rămâne până la moartea sa în 1926. În perioadele 1906-1912, 1921-1922 și 1925-1926 este Decan al facultății de medicină iar între 1912 și 1915 Rector al Universității din București.
Thoma Ionescu este întemeietorul școlii românești de anatomie și de chirurgie. A colaborat la redactarea marelui tratat de anatomie sub redacția lui P.J. Poirier, aducând contribuții la topografia etajului abdominal prin descrierea unor structuri anatomice care-i poartă numele. A dezvoltat și pus la punct numeroase tehnici și instrumente chirurgicale (vezi: "Eponime asociate"). În anul 1902, apare lucrarea "Le traitement chirurgical du cancer utérin" ("Tratamentul chirurgical al cancerului uterin"), în care Thoma Ionescu descrie histerectomia lărgită, operație radicală de extirpare a cancerului de col uterin, efectuată pe cale abdominală.
În anul 1919 îi apare lucrarea "La rachianesthésie générale" ("Rahianestezia generală"), prin care face cunoscută publicului medical noua metodă de rahianestezie la nivel cervical. În timpul unor vizite în Anglia și America, în anii 1909-1910, a lansat "rachianestezia înaltă", utilizabilă și la intervenții chirurgicale efectuate pe toracele superior și la gât, și a făcut demonstrații operatorii în clinici de renume. Thoma Ionescu a publicat numeroase articole despre rezecția simpaticului cervical în tratamentul anginei pectorale (1897), asupra gastrectomiei totale în cancerul de stomac, a imaginat și dezvoltat tehnici operatorii originale de trepanație, de nefropexie, splenectomie și în cura radicală a herniilor. Thoma Ionescu a fondat periodicele Archives des Sciences Médicales (1896), Revista de Chirurgie (1897) și Societatea Română de Chirurgie (1897). A fost membru al Academiei de Medicină din Paris, al Societății Internaționale de Chirurgie și membru de onoare (1925) al Academiei Române.
Școala sa de chirurgie a avut un rol important în formarea specialiștilor români, aducându-și totodată contribuția la îmbogățirea patrimoniului de tehnici chirurgicale și de cunoștințe privind anatomia topografică. Și astăzi, în vestita clinică "Mayo" din Rochester (S.U.A.), se află bustul chirurgului român Thoma Ionescu.
A fost căsătorit cu Angela Chirițescu.

## Eponime asociate
- "Acul Ionescu": ac pentru sutură totală cu fir de metal.
- "Cura Ionescu": procedeu de cură chirurgicală a anginei pectorale prin rezecția totală a simpaticului cervical.
- "Depărtătorul Ionescu": depărtătot autostatic abdominal de care se pot fixa valve de diferite mărimi.
- "Operația Ionescu": histerectomie totală lărgită cu extirparea grupelor ganglionare limfatice, practicată pentru cura chirurgicală a cancerului de col uterin.
- "Rahianestezia înaltă Thoma Ionescu": rahianestezie în care substanța anestezică este introdusă intrarahidian în regiunea cervicală înaltă sau suboccipital.